# Jerzy Malara
Jerzy Malara (ur. 11 maja 1928, zm. 16 listopada 2013) – polski specjalista w zakresie górnictwa, w latach 1986–1990 prezes Wyższego Urzędu Górniczego (WUG).

## Życiorys
W czasie II wojny światowej był uczestnikiem powstania warszawskiego, a następnie robotnikiem przymusowym w nazistowskim obozie pracy działającym przy zakładach zbrojeniowych. Po zakończeniu wojny w 1948 podjął studia na Wydziale Górniczym Akademii Górniczo-Hutniczej w Krakowie, w 1952 uzyskując dyplom inż. górnictwa. Początkowo w wyniku nakazu pracy, pracował w Głównym Instytucie Górnictwa w Katowicach, a następnie Kopalni Węgla Kamiennego „Jowisz”. Później był pracownikiem Kopalni Węgla Kamiennego „Generał Zawadzki” (obecnie Kopalnia Węgla Kamiennego Paryż) w Dąbrowie Górniczej, gdzie w latach 1956-1958 pełnił obowiązki naczelnego inżyniera kopalni, a w latach 1958-1969 jej dyrektora.
W latach 1969–1974 był wiceprezesem Wyższego Urzędu Górniczego, w latach 1974-1978 generalnym dyrektorem, a w latach 1978-1986 piastował funkcję podsekretarza stanu w Ministerstwie Górnictwa i Energetyki. Następnie w latach 1986-1990 był kierownikiem WUG, aż do momentu przejścia na emeryturę.
Był wieloletnim działaczem między innymi Stowarzyszenia Inżynierów i Techników Górnictwa (od 1956), w latach 1983-1991 piastując funkcję prezesa. Działał także jako wieloletni członek Komitetu Organizacyjnego Światowego Kongresu Górniczego.
Jako publicysta udzielał się między innymi na łamach „Przeglądu Górniczego”, którego był redaktorem naczelnym w latach 1975-2005, a od 2009, sekretarzem Rady Naukowej. Publikował też na łamach „Nowego Kuriera”.
Zmarł 16 listopada 2013 i został pochowany na Cmentarzu przy ulicy Sienkiewicza w Katowicach.

## Wybrane odznaczenia
- Krzyż Komandorski Orderu Odrodzenia Polski
- Krzyż Oficerski Orderu Odrodzenia Polski (1998)[1]
- Krzyż Kawalerski Orderu Odrodzenia Polski
- Złoty Krzyż Zasługi
- Srebrny Krzyż Zasługi
- Brązowy Krzyż Zasługi (1955)[2]